# Primula pycnoloba
Primula pycnoloba är en viveväxtart som beskrevs av Bur. och Franch. Primula pycnoloba ingår i släktet vivor, och familjen viveväxter. Inga underarter finns listade i Catalogue of Life.